# Pápua varánusz

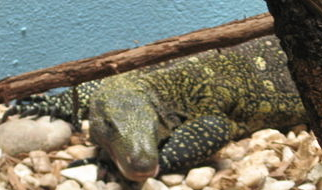
Egy példány az Oklahoma állatkertben.

A pápuavaránusz (Varanus salvadorii) a varánuszfélék családjában tartozó gyík.
Tudományos nevét Tommaso Salvadori olasz természettudósról kapta és nem a közép-amerikai országról, Salvadorról.

## Előfordulása
Új-Guinea szigetének déli részén él, de előfordul a sziget északi részén is. Élőhelye az alföldi esőerdők és mangrovemocsarak.

## Megjelenése
Testhossza 150 cm, a bejegyzések szerint legfeljebb 244 cm. A pápuavaránusz a legnagyobb új-guineai hüllőfaj. Színe sötétzöld sárgafoltokkal. A farkán fekete és sárga csíkok vannak. Hosszú karmai vannak.

## Életmódja
A pápuavaránusz agresszív és kiszámíthatatlan állat. 1993-ban egy pápua nőt megharapott egy pápuavaránusz, és a nő később bele halt a fertőzésbe. A fákon sütkérezik. Tápláléka madarak, tojásaik, kisállatok és döghús. Egyetlen vetélytársa az új-guineai éneklő kutya. A fogságban élő példányok hallal, békával, rágcsálókkal, csirkével és kutyaeledellel táplálkoznak.

## Szaporodása
A fogságban élő állatoknál figyelték meg a szaporodását, a vadon élő szaporodásáról keveset tudunk. A nőstény 12 tojást rak. Október és január között kelnek ki a varánuszkölykök a tojásból. A kölykök kikelésükkor 45 cm hosszúak és 56 grammosak. A kölykök rovarokat és kisebb hüllőket esznek.

## Természetvédelmi állapota
Az erdőirtás és a vadászata fenyegeti, és elevenen nyúzzák meg a bennszülött népek, úgy vélik, hogy a varánusz gonosz szellem. A világon jelenleg 18 állatkertben tartják a fajt. Az egyesült államokbeli állatkerti populáció 52 példányból áll és ismeretlen számban van magángyűjteményekben. Az IUCN vörös listáján nem fenyegetett fajként szerepel.